# Tumeochrysa immaculata
Tumeochrysa immaculata är en insektsart som först beskrevs av Navás 1910.  Tumeochrysa immaculata ingår i släktet Tumeochrysa och familjen guldögonsländor. Inga underarter finns listade i Catalogue of Life.